# کلود۹ آی‌دی‌یی
کلود۹ آی‌دی‌یی (انگلیسی: Cloud9 IDE) یک محیط یکپارچه توسعه نرم‌افزار آنلاین است که به صورت متن باز منتشر شده است؛ بیش از ۴۰ زبان برنامه‌نویسی را پشتیبانی می‌کند؛ از جمله پی‌اچ‌پی، روبی، پرل، پایتون، جاوااسکریپت، نود.جی‌اس و همچنین گو؛ توسعه دهندگان می‌توانند بلافاصله در فضای ابری که در اختیار آنها قرار می‌گیرد برنامه‌های خود را به صورت پیش‌نمایش زنده در مرورگر خود ببینند و تست کنند.

## ویژگی‌ها
- ساخته شده در ترمینال، با ان‌پی‌ام و بر پایه دستورات یونیکس
- تکمیل کد برای تکه‌ایی از کد و تعیین کننده (snippets and identifiers)
- نشانگرهای متعدد برای ویرایش همزمان
- تجزیه و تحلیل لحظه‌ایی زبان برای جاوااسکریپت (نشانه مشکل‌ها رایج جاوااسکریپت)
- متغیر/عملکرد نام فاکتورگیری مجدد برای جاوااسکریپت
- پرانتز، براکت، و نقل قول مطابق هر خط
- شماره خط، هشدارها، و خطاهای موجود در هر خط
- پیدا کردن خطا (Debugger)
- مدیریت فایل‌ها از طریق تب‌ها
- قالب‌ها
- کلید اتصال قابل تنظیم به برنامه‌های دیگر پیش‌تنظیم برای ویم، Emacs و Sublime Text
- ساخته شده در ویرایشگر تصویر
- کد مجدد از طریق JSBeautify و CSSLint
- قابلیت کشیدن و رها کردن فایل‌ها به داخل پروژه خود
- پشتیبانی از کدهای مخازن زیر:
  - گیت‌هاب
  - Bitbucket
  - مخازن مرکوریال
  - مخازن گیت
  - سرورهایاف‌تی‌پی
- پشتیبانی برای گسترش به:
  - هروکو
  - Joyent
  - اوپن‌شیفت
  - مایکروسافت آژور[۳]
  - گوگل اپ انجین[۴]
  - اس‌اف‌تی‌پی/اف‌تی‌پی
- پشتیبانی از پروژه‌های عمومی و خصوصی
- پشتیبانی از پلاگین
- برجسته‌سازی نحو برای زبان‌های روبرو: سی شارپ، سی/سی++، کلوژر، کافی‌اسکریپت، کلد فیوژن، سی‌اس‌اس، گرووی، جاوا، جاوااسکریپت، لاتک، لوآ، مارک‌داون، اکمل، پی‌اچ‌پی، پرل، پاورشل، پایتون، روبی، اسکالا، Sass، اس‌کیوال، Textile، اکس‌اچ‌تی‌ام‌ال، اکس‌ام‌ال

## دربارهٔ شرکت
در سال ۲۰۱۰ تأسیس شده، و در سان فرانسیسکو و آمستردام مستقر است؛ کلود۹ آی‌دی‌یی یک شرکت خصوصی است.